# X Corp.
X Corp. – amerykańskie firma technologiczna z siedzibą w Bastrop, założona przez Elona Muska w 2023 r. jako następca Twitter, Inc.. Jest spółką-córką w całości należącą do xAI od 28 marca 2025, która sama jest częściowo własnością Muska. Przedsiębiorstwo jest właścicielem serwisu społecznościowego X (dawniej Twitter) i ogłosiła plany wykorzystania go jako bazy dla innych ofert, w tym włączenia modeli Grok i Aurora firmy xAI. Przedsiębiorstwo jest również właścicielem znaków towarowych serwisów Vine, Periscope i X.com.

## Historia
W kwietniu 2022 dokumenty złożone w Komisji Papierów Wartościowych i Giełd (SEC) ujawniły, że Musk utworzył trzy korporacje w stanie Delaware: X Corp, X Holdings i X Holdings Corp. Zgodnie z dokumentami, jeden z podmiotów miał połączyć się z Twitter Inc., a drugi miał pełnić funkcję spółki dominującej nowo połączonej firmy. Trzeci podmiot miałby następnie pomóc w zaciągnięciu pożyczki 13 mld USD udzielonej przez różne duże banki w celu przejęcia Twittera.
9 marca 2023 Musk zarejestrował spółkę X Corp. w Nevadzie. Tego samego dnia Musk zarejestrował firmę zajmującą się sztuczną inteligencją X.AI Corp. Później tego samego miesiąca Musk złożył wniosek o połączenie X Holdings z X Holdings Corp. oraz Twitter, Inc. z X Corp. W zgłoszeniu Musk ujawnił, że X Holdings Corp. ma 2 miliony dolarów kapitału, ale X Holdings Corp. będzie pełnić funkcję spółki dominującej dla X Corp. W tym samym miesiącu w e-mailu do całej firmy Musk ogłosił, że pracownicy Twittera otrzymają akcje X Corp.
Pod koniec maja 2023 roku Fidelity Investments oszacowało wartość spółki na 15 mld dolarów. W lipcu wartość ta wzrosła do 27 miliardów USD, a do końca sierpnia do około 28,5 mld USD. W marcu 2025 r. wartość platformy mediów społecznościowych ponownie wzrosła do 44 mld USD.
17 sierpnia 2024 r. spółka X Corp. zakończyła działalność w Brazylii. Platforma X została zablokowana w całym kraju, a jej odblokowanie nastąpiło 8 października 2024.
13 września 2024 X Corp. przeniosła swoją siedzibę z San Francisco do Bastrop w stanie Teksas.
28 marca 2025 Elon Musk ogłosił, że xAI przejęło spółkę. Transakcja, obejmująca wyłącznie akcje, wyceniła spółkę X na 33 mld USD, przy całkowitej wycenie wynoszącej 45 mld USD po uwzględnieniu 12 mld USD długu. Wartość xAI oszacowano na 80 mld USD. Obie spółki połączono w jeden podmiot o nazwie X.AI Holdings Corp.